# Geertje De Ceuleneer
Geertje De Ceuleneer (Berchem, 29 december 1964) is een radio- en televisiepresentatrice. Ze leeft en werkt al geruime tijd in Brussel.
Na haar studies ging ze werken voor de BRT. Bij Radio 1 maakte ze programma's als Het vrije westen, De nieuwe wereld en Groot gelijk. Ze maakte ook deel uit van de redactie van Voor de dag en presenteerde geregeld Het concertgebouw en het dagelijkse cultuurprogramma Neon en presenteerde ook het dagelijkse actualiteitsprogramma Lopende zaken, dat 's middags uitgezonden werd. Ze maakte en presenteerde er DNA op zondagochtend, en werkte mee aan Mezzo en Midi Libre. Ze presenteerde ook het dagelijkse Stories. Sinds 2020 presenteert ze geregeld opnieuw op Klara. 
Op televisie heeft ze gewerkt als commentaarstem en presentatrice. Het bekendst is ze van De zevende dag, het politiek middagprogramma op zondag.
Van 2010 tot 2024  werkte ze voor het team Diversiteit van de VRT.
Geertje was ook regelmatig moderator van allerlei debatten en verzorgde audiodescripties voor theater, tv, beeldende kunst en voor kinderboeken.
De Ceuleneer is ook actief als schrijfster met af en toe stukjes in de schrijvende pers, en een reeks boeken. Haar eerste boek Iets tussen moeders en dochters kwam uit in november 2004, het tweede Ontmoetingen in het donker, met als ondertitel Kijken door de ogen van blinden en slechtzienden dateert van april 2008. In februari 2024 bracht ze een fictie-debuut met het kinderboek Jij mag ook!, gepubliceerd bij de uitgeverij Studio Sesam.